# Castello di Antoing
Il castello di Antoing, situato sulla riva destra della Schelda, a 6 km a sud di Tournai, rientra nella giurisdizione della città belga di Antoing nella provincia dell'Hainaut, all'interno della regione di Vallonia.
Il castello risale al XII secolo, fu successivamente completamente ricostruito in stile neo-gotico durante il XIX secolo. Da generazioni rappresenta una delle residenze principali di uno dei rami della stirpe di principi di Ligne. Questo ramo ha ereditato il cognome e i titoli del Casato di La Trémoille, estintosi con l'ultima erede sposa di uno dei Principi di Ligne. Dal 1949 fa parte del patrimonio culturale della Vallonia ed è aperto ai visitatori durante le visite organizzate dal comune di Antoing.

## Storia
Punto nevralgico, Antoing offre una vista sulla pianura che va da Mons a Tournai fino allo Schelda. Il parco attuale domina ancora oggi questo corso d'acqua.

### X secolo
Apparvelo le prime tracce di una motta castrale ad Antoing; un bastione circondato da una semplice palizzata costruito per la difesa del paese come rifugio per gli abitanti in caso di pericolo. Ispirato agli accampamenti romani, questo "castello" primitivo era però modesto: un'elevazione del terreno coronata da una costruzione in legno circondata da una recinzione e da un ampio e profondo fossato per costringere gli attaccanti da usare di scale per cercare di entrare.

### XII secolo
Il recinto di legno venne sostituito da un muro di pietra le cui basi sono identiche a quelle della fortezza attualmente in piedi. Fu costruito anche un solido dongione.

### XV secolo
Dal 1436 al 1452, il mastio, allora considerato rudimentale, fu ricostruito e trasformato in una casa lussuosa e confortevole per il tempo nonché la vecchia fortificazione fu adattata al tempo bellico, con la comparsa dell'artiglieria le mura vennero rese più spesse, vennere edificate numerose torri rotonde e cannoniere ed inoltre venne costruito un barbacane.

### XVI secolo
Fu costruita una torre in mattoni che ad oggi continua ad essere la più alta del castello.

### XIX secolo
Vennero commissionati all'architetto Clément Parent, allievo di Eugène Viollet-le-Duc, i lavori per dare un aspetto neo-gotico al castello, aspetto che conosciamo oggi.

### XX secolo
nel 1901 il castello (in quel momento disabitato da una dozzina di anni), venne messo a disposizione dal comune per ricevere dei gesuiti francesi ed ai loro studenti del collegio di Lilla che a causa delle leggi del 1901 e il 1904 sono stati costretti all'esilio. L''Università del Sacro Cuore', data la mancanza di spazio, non ha mai avuto più di 100 studenti, tutti erano preparazione per esami di ammissione alla Grande école dello Stato francese. Tra questi: Charles de Gaulle, studente presso Antoing dal 1905 al 1908. Nel 1914, 16 insegnanti ha dovuto lasciare per far posto a un ospedale tedesco.

## Filmografia
il castello di Antoing è il luogo di narrazione principale del film d'exploitation italo-belga La terrificante notte del demonio (1971) di Jean Brismée.

## Curiosità
Al castello è legata una leggenda; la sua storia è la seguente:
"Un giorno, nessuno sa quando, poiché questo cade nell'oscurità del Medioevo, la fortezza è stata attaccata. È stato presa e completamente distrutta. L'allora barone d'Antoing, il cui nome non ci è pervenuto, perì sotto le rovine fumanti. Il suo fantasma si aggira per le mura del castello. La leggenda dice che egli si mostri nella grande torre allo scoccare della mezzanotte. Al secondo piano della torre più alta vi è una piccola stanza con uno specchio (vero), se si guarda dentro di esso apparirà un'ombra, l'ombra di un cavaliere dalla testa ai piedi. Dopo pochi istanti chiunque fuggirebbe giù per le scale sentendo le sue lamentele. Sono infiniti i sospiri ed i lamenti del fantasma, il fantasma del vecchio barone."

## Galleria d'immagini

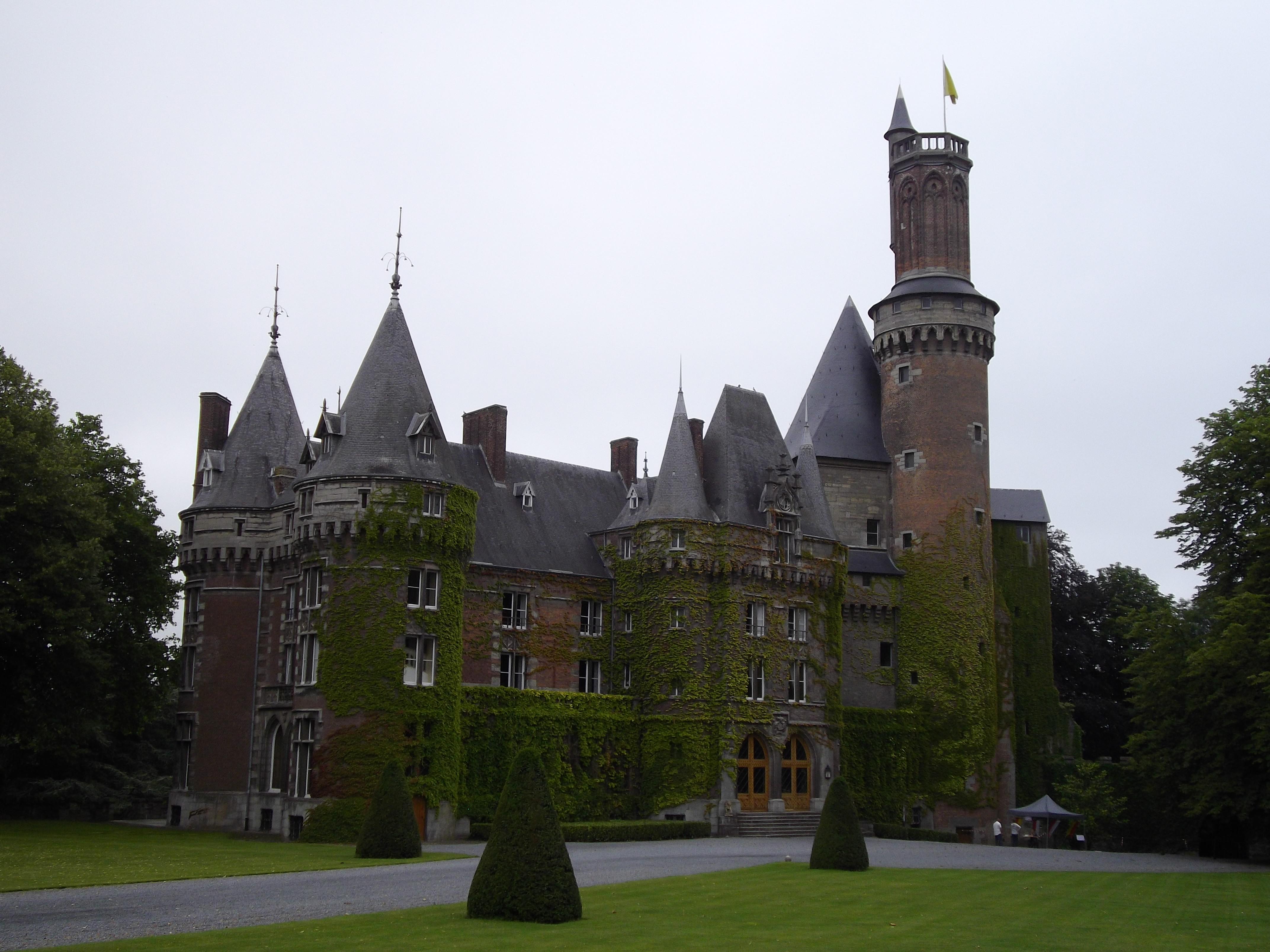
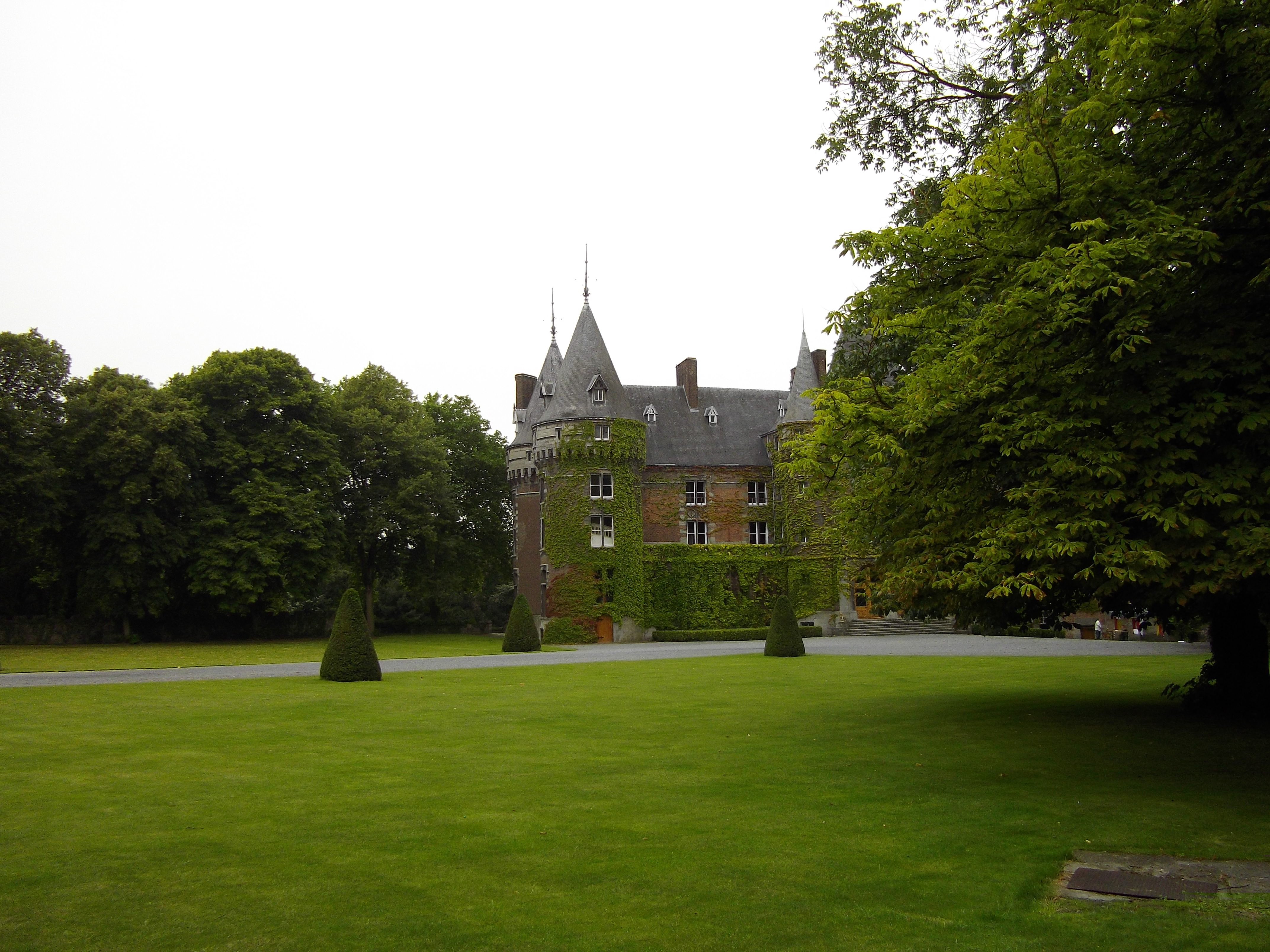
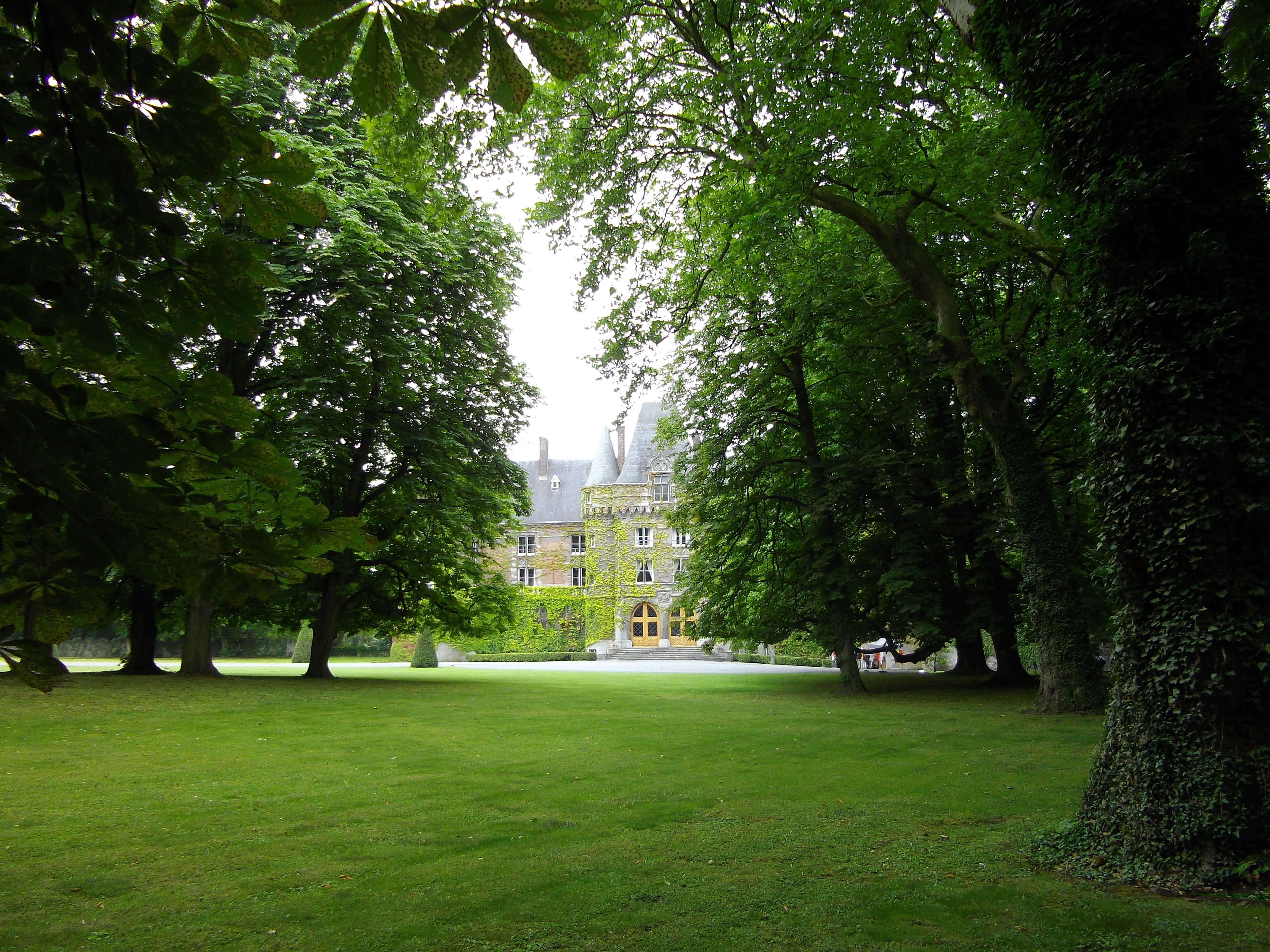
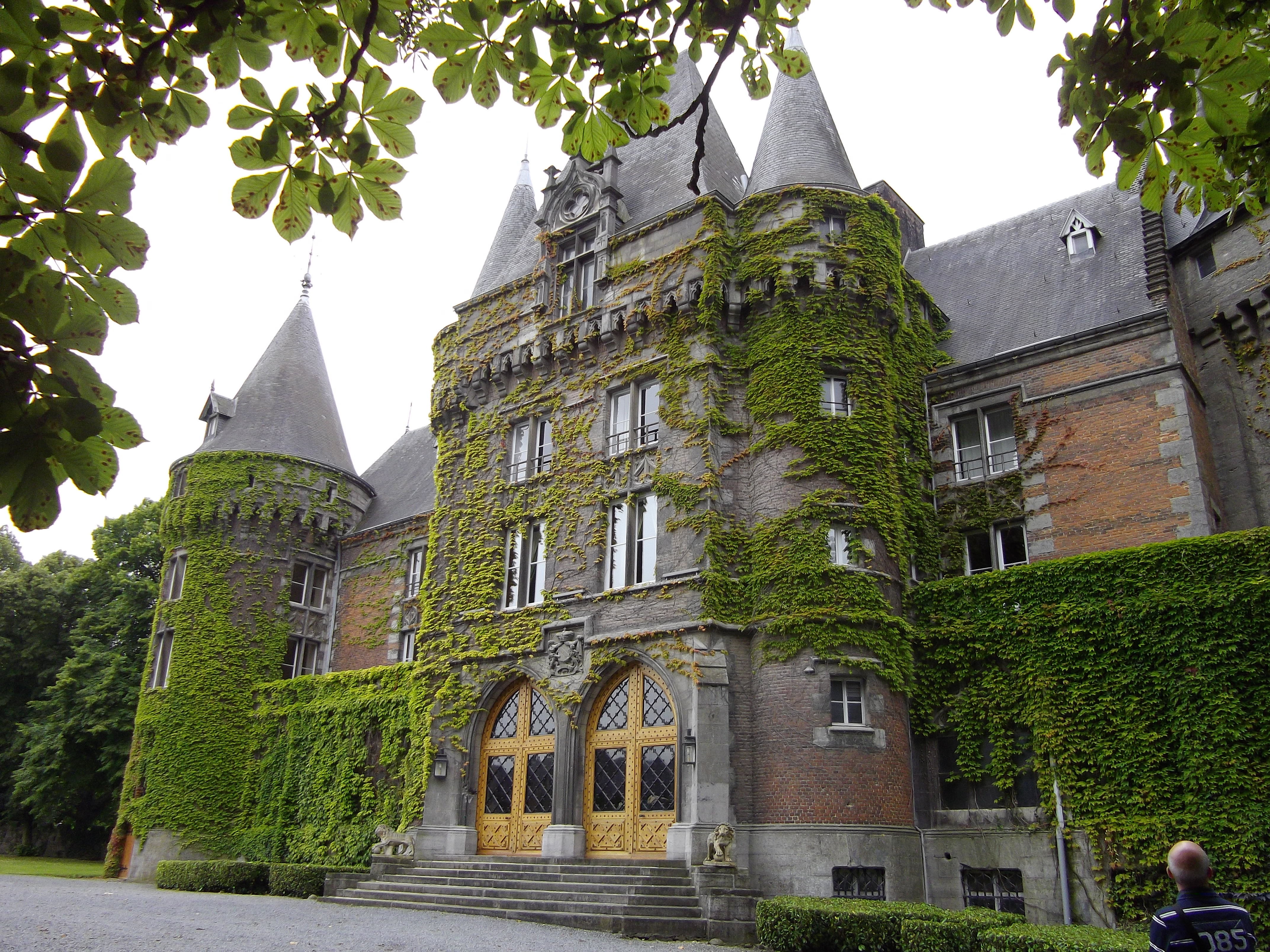
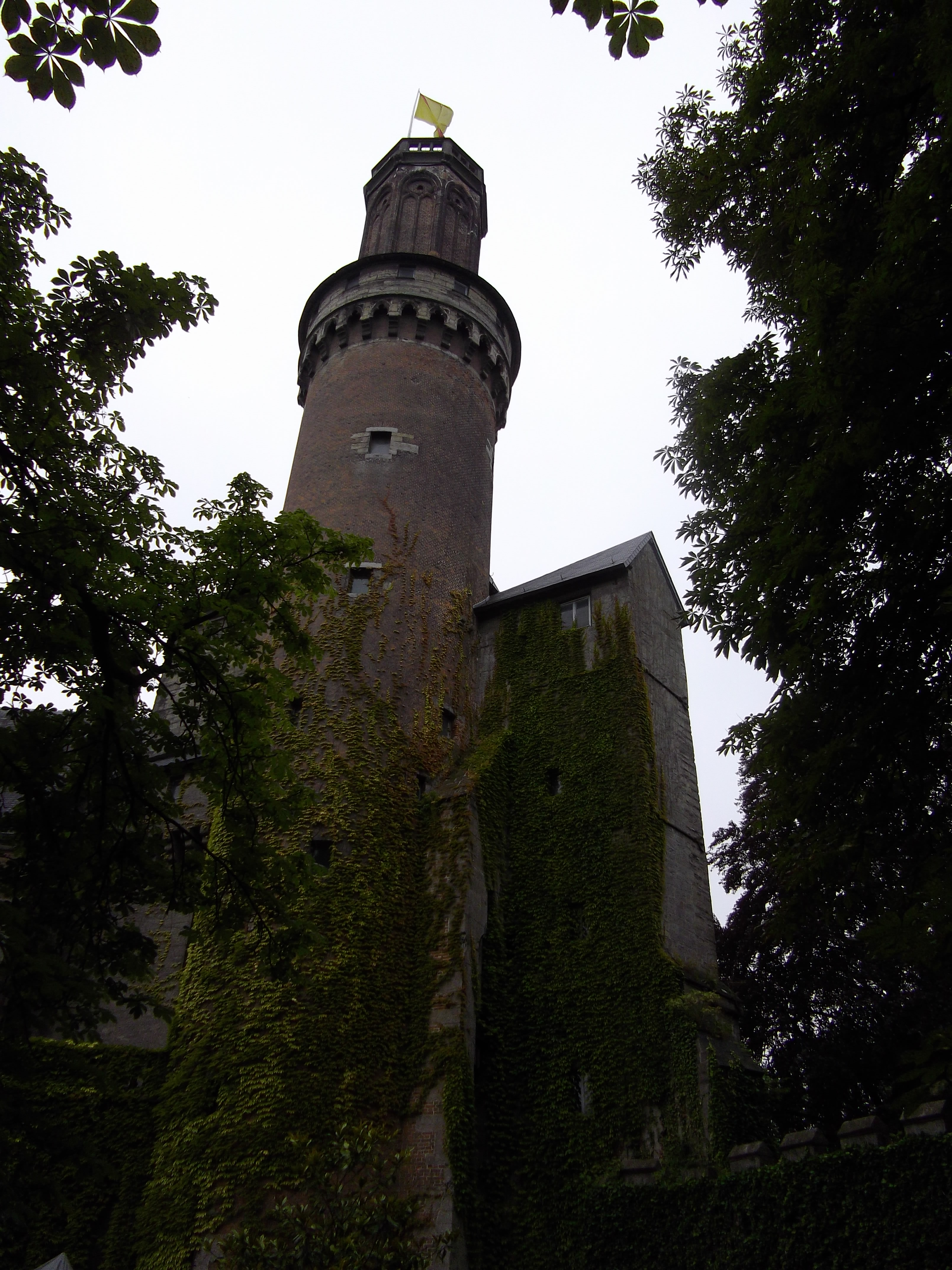
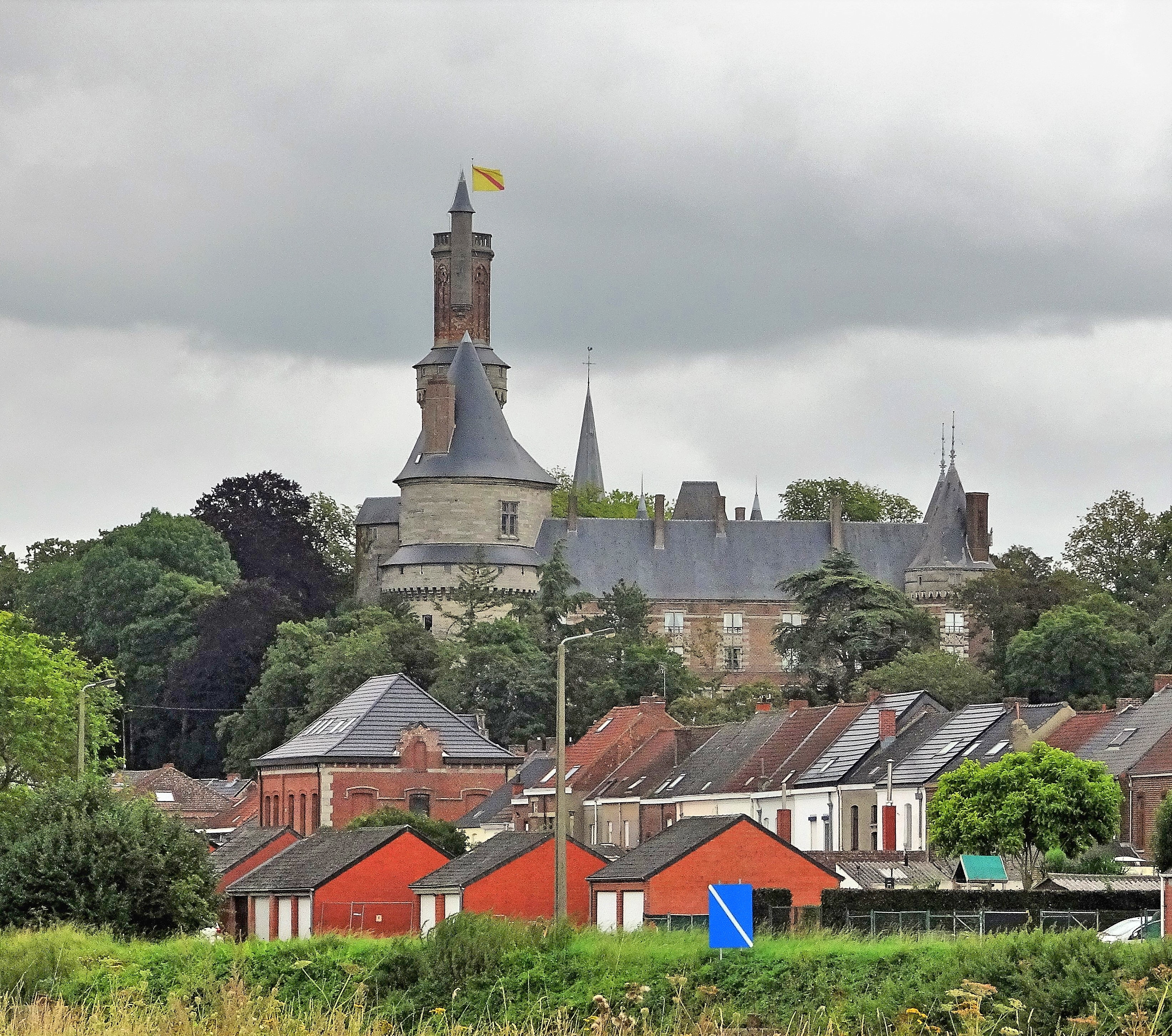